# Mark Felix
Mark Felix (ur. 17 kwietnia 1966) – angielski kulturysta i strongman, z pochodzenia Grenadyjczyk.
Obecnie jeden z najlepszych brytyjskich siłaczy. Wicemistrz Wielkiej Brytanii Strongman w latach 2006 i 2007.

## Życiorys
Mark Felix urodził się na karaibskiej Grenadzie, jako Mark Trevor Felix. W 1998 przeprowadził się do Anglii.
Treningi w sportach siłowych rozpoczął w 1992. Początkowo zajmował się kulturystyką. Zadebiutował jako strongman w 2002. Jest jednym z bardzo nielicznych, czarnoskórych siłaczy. Jego znakiem firmowym na zawodach jest kilt. Jest jednym z najlepszych w świecie zawodników, w konkurencji Martwy ciąg.

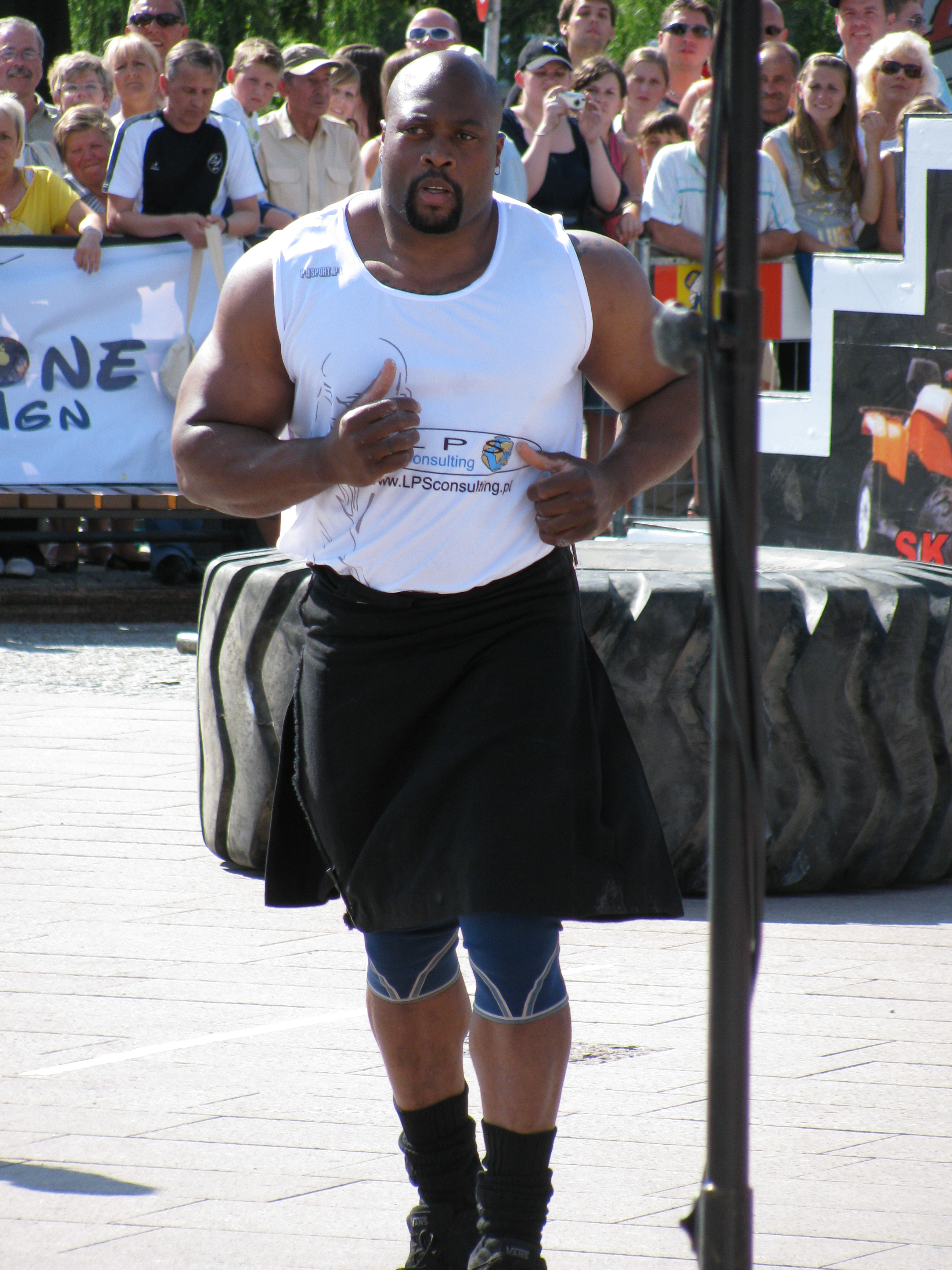
Mark Felix w kilcie

Mark Felix wziął udział siedmiokrotnie w indywidualnych Mistrzostwach Świata Strongman, w latach 2004, 2005 (IFSA), 2006, 2007, 2008, 2009 i 2010. W Mistrzostwach Świata Strongman 2004, Mistrzostwach Świata Strongman 2008, Mistrzostwach Świata Strongman 2009 i Mistrzostwach Świata Strongman 2010 nie zakwalifikował się do finałów. Najwyższą lokatą, którą zdobył, jest 4. miejsce na Mistrzostwach Świata Strongman 2006 w Chinach.
Uczestniczył dwukrotnie w elitarnych i bardzo ciężkich zawodach Fortissimus, w latach 2008 i 2009. W 2011 wziął udział w elitarnych zawodach Arnold Strongman Classic.
Rodzina: żona Denny i trzech synów (Felden, Journey i Medley). Poza sezonem prowadzi firmę zajmującą się tynkami.

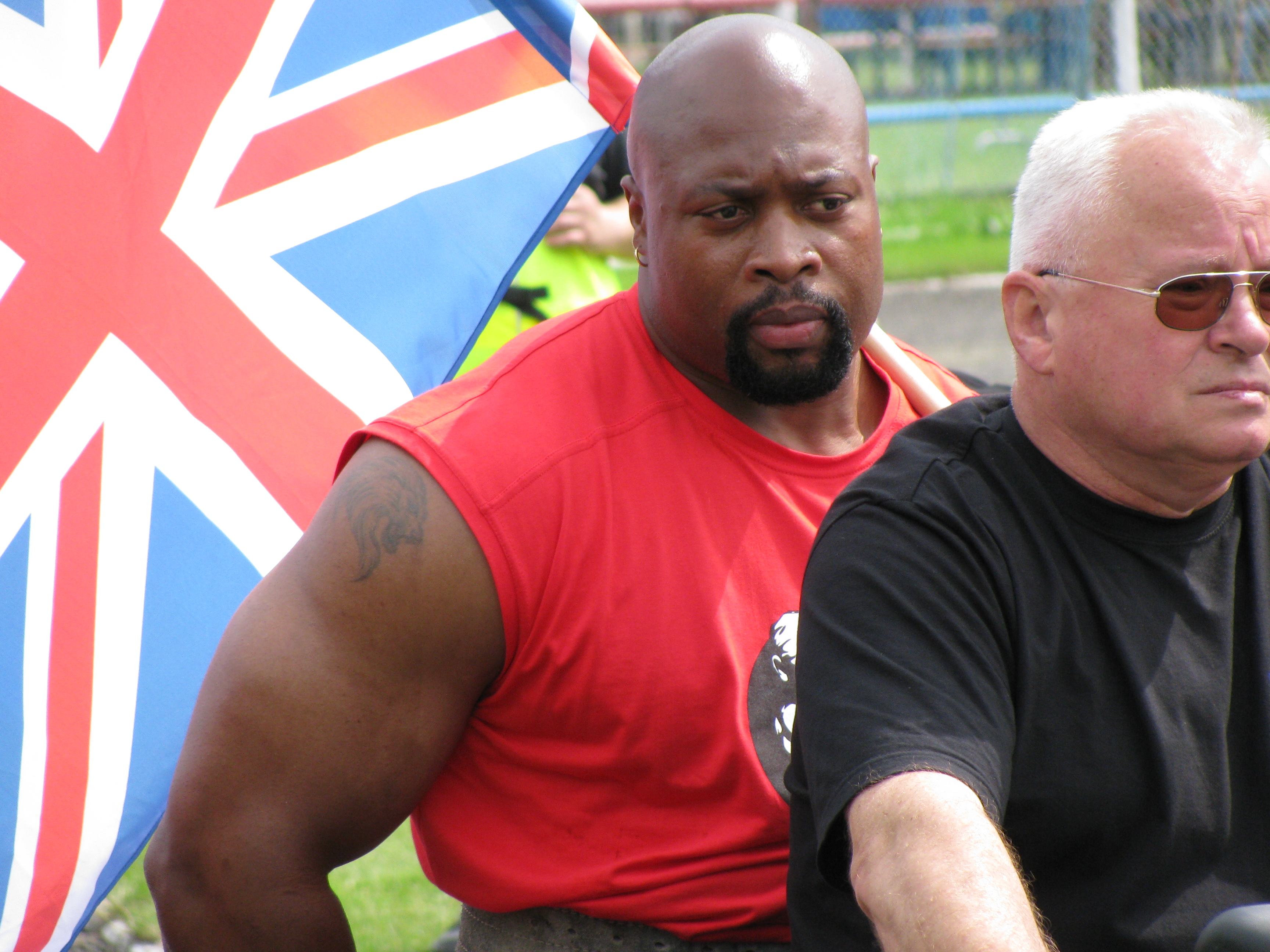
Mark Felix podczas Mistrzostw Europy Strongman 2009

Mieszka w Blackburn.
Wymiary
- wzrost: 193 cm
- waga: 136 – 140 kg
- biceps: 54 cm
- klatka piersiowa: 140 cm
- talia: 95 cm

Rekordy życiowe
- przysiad: 350 kg
- wyciskanie: 240 kg
- martwy ciąg: 502 kg[8]

## Osiągnięcia strongman
- 2004

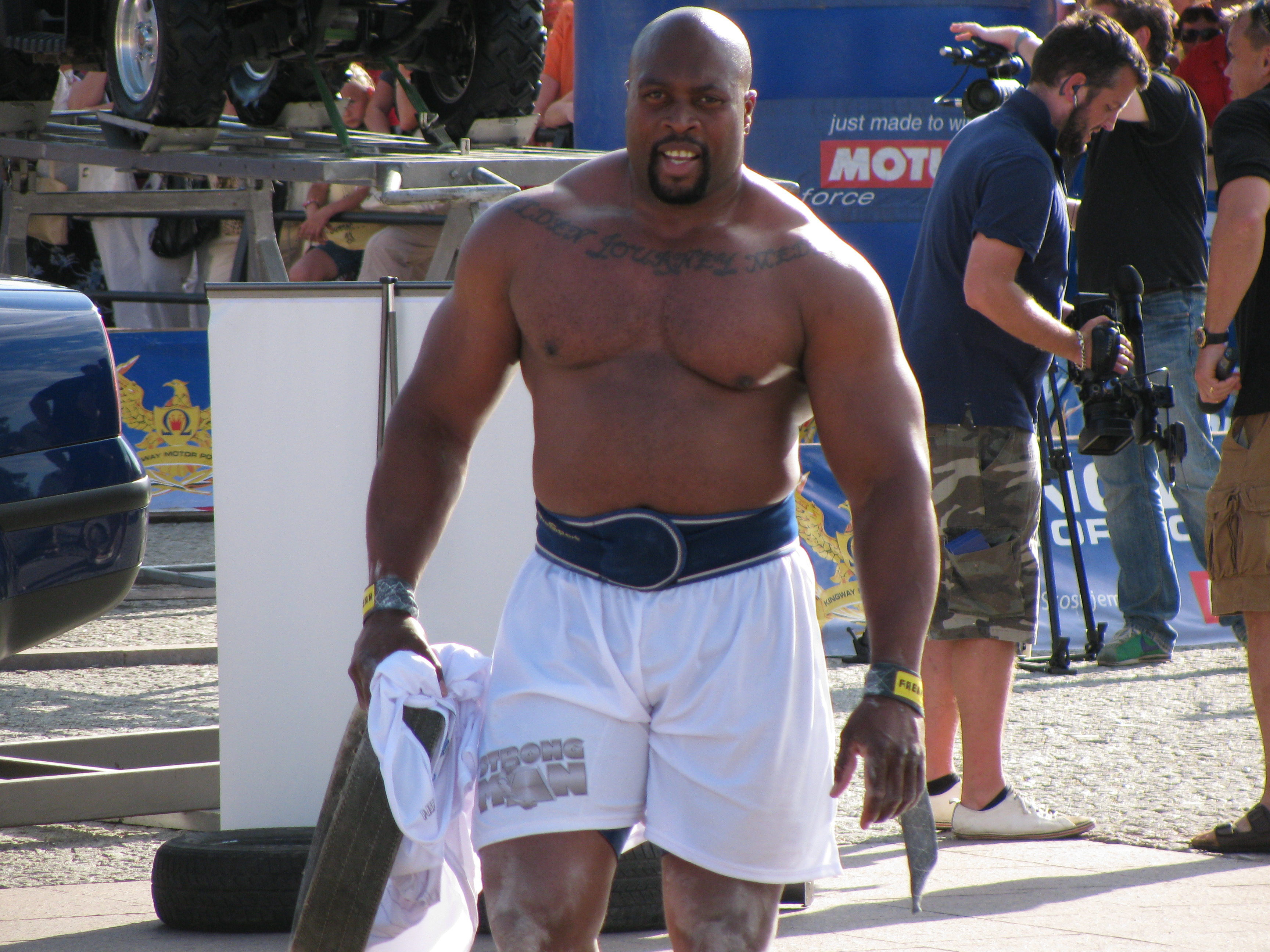
Mark Felix podczas zawodów Giganci Na Żywo 2009: Malbork

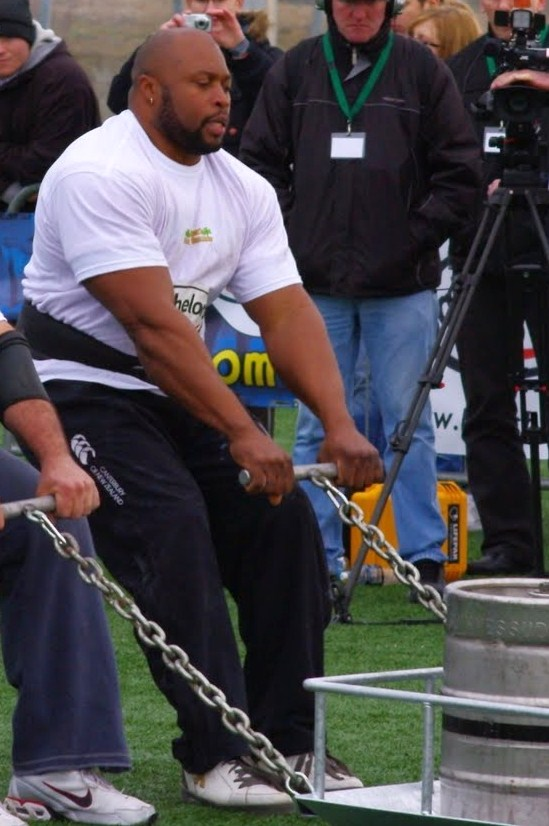
Mark Felix, 2010

  - 3. miejsce - Mistrzostwa Anglii Strongman
  - 5. miejsce - Drużynowe Mistrzostwa Świata Par Strongman 2004
- 2005
  - 5. miejsce - Mistrzostwa Panamerykańskie Strongman 2005
  - 13. miejsce - Mistrzostwa Świata IFSA Strongman 2005, Quebec, Kanada
- 2006
  - 7. miejsce - Puchar Świata Siłaczy 2006: Armagh
  - 2. miejsce - Mistrzostwa Wielkiej Brytanii Strongman
  - 5. miejsce - Super Seria 2006: Milicz
  - 4. miejsce - Mistrzostwa Świata Strongman 2006, Sanya, Chiny
- 2007
  - 3. miejsce - Super Seria 2007: Mohegan Sun
  - 3. miejsce - Trzeci Pojedynek Gigantów
  - 5. miejsce - Puchar Świata Siłaczy 2007: Ryga
  - 4. miejsce - Puchar Świata Siłaczy 2007: Dartford
  - 11. miejsce - Super Seria 2007: Viking Power Challenge
  - 2. miejsce - Mistrzostwa Wielkiej Brytanii Strongman
  - 7. miejsce - Mistrzostwa Świata Strongman 2007, Anaheim, USA
- 2008
  - 4. miejsce - Super Seria 2008: Mohegan Sun
  - 2. miejsce - Arnold Strongman Challenge, Kijów[9]
  - 4. miejsce - WSF Puchar Świata 2008: Irkuck
  - 3. miejsce - Mistrzostwa Wielkiej Brytanii Strongman
  - 8. miejsce - The Globe's Strongest Man, Grand Prix Moskwy[10]
  - 6. miejsce - Super Seria 2008: Nowy Jork
  - 7. miejsce - Fortissimus, Kanada
  - 7. miejsce - Super Seria 2008: Viking Power Challenge
  - 5. miejsce - Mistrzostwa Europy Strongman 2008
  - 5. miejsce - Grand Prix Polski Strongman 2008
- 2009
  - 7. miejsce - Giganci Na Żywo 2009: Mohegun Sun
  - 10. miejsce - Fortissimus 2009, Kanada
  - 7. miejsce - Mistrzostwa Europy Strongman 2009
  - 2. miejsce - Giganci Na Żywo 2009: Malbork
  - 1. miejsce - Winter Giants 2009, Anglia[11]
- 2010
  - 2. miejsce - All-American Strongman Challenge 2010
  - 5. miejsce - Giganci Na Żywo 2010: Johannesburg
  - 3. miejsce - Mistrzostwa Europy Strongman IBB 2010, Wielka Brytania
- 2011
  - 6. miejsce - Arnold Strongman Classic 2011, USA